# I. Dagobert frank király

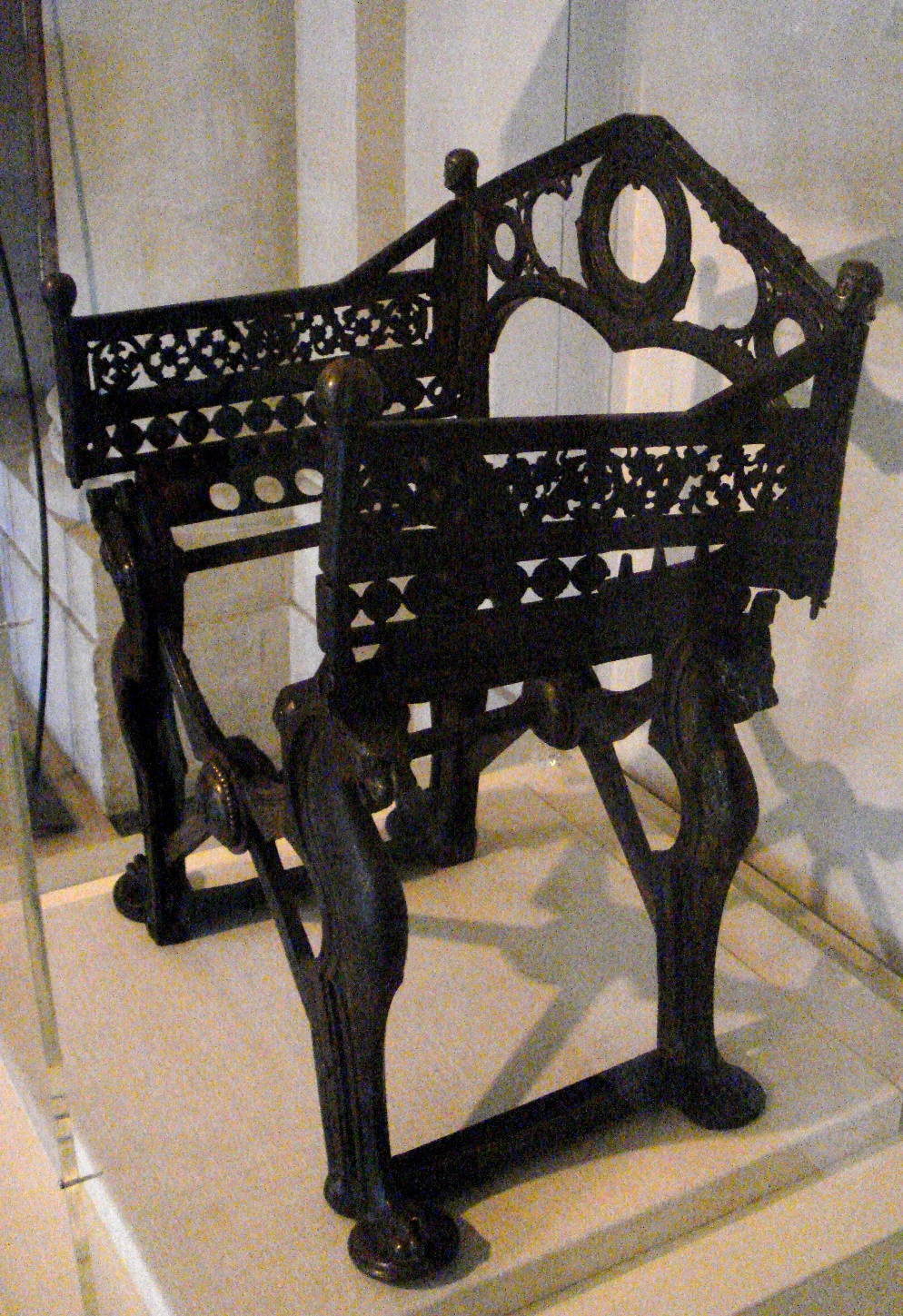
I. Dagobert trónja (bronz), a Párizs környéki saint-denis-i székesegyház kincstárában

I. Dagobert (latinul: Dagobertus) (606 – 639. január 19.), az utolsó olyan frank király, aki nem csak egy névleg egyesített birodalom felett uralkodott.
II. Chlothar fiaként született. 623-ban édesatyja Austrasia királyává tette, 629-ben  pedig az egész Frank Birodalom királya lett. Úgy szilárdította meg uralmát, hogy barátsági szerződést kötött Hérakleiosz bizánci császárral, legyőzte a gascogne-iakat és a bretonokat, továbbá keleti határán hadjáratot vezetett a szlávok ellen. 631-ben hadsereget küldött Spanyolországba, hogy segítse Swinthilát, a vizigót trónbitorlót. Kegyetlen tette volt, hogy 10000 bolgár családot, akik az avarok elől menekülve nála kerestek menedéket,előbb Bajorországba befogadott, utóbb egy éjjel legyilkoltatott. 638-ban leigázta a bretonokat és szövetséget kötött Hérakleiosz bizánci császárral az avarok ellen. Székhelyét Austrasiából Párizsba helyezte át, mert onnan jobban lehetett kormányozni a királyságot. Austrasiát 634-ben azzal engesztelték ki, hogy hároméves fiát Sigebertet, megtette királyuknak. Kéjvágyó, kegyetlen és amellett gyenge fejedelem volt. Kicsapongását a nép fizette meg terhes adókkal, gyengeségét az ország majordomusa Landeni Pipin zsákmányolta ki a saját hatalmának növelésére. Sikertelenül harcolt a szlávok ellen. Hogy erkölcstelenségét külsőképpen fedezze és a papok kedvét megnyerje, több zárdát épített, amelyeknek egyikében, Saint-Denisben, temetteték el. Utódja III. Sigebert, majd másik fia Klodvig lett.